# Oberea subferruginea
Oberea subferruginea là một loài bọ cánh cứng trong họ Cerambycidae.